# نوید قاسمی
نوید قاسمی (زاده ۴ شهریور ۱۳۷۰ در خرم آباد) عضوی اسبق و سرمربی فعلی تیم ملی دوچرخه‌سواری ‌بی‌ام‌ایکس ایران می باشد.

## افتخارات
سرمربگری تیم ملی دوچرخه سواری بی‌ام‌ایکس
سرپرست کمیته بی ام ایکس فدراسیون دوچرخه سواری
قهرمانی مسابقات کشوری ۱۳۹۸
مقام یازدهمی قهرمانی آسیا ۲۰۱۹